# Tanachai Noorach
Tanachai Noorach (tiếng Thái: ธณชัย หนูราช, sinh ngày 18 tháng 3 năm 1992), là một Cầu thủ bóng đá người Thái Lan thi đấu ở vị trí thủ môn cho câu lạc bộ Giải bóng đá Ngoại hạng Thái Lan Chonburi.